# Nikaragua na Letnich Igrzyskach Olimpijskich 1972
Nikaraguę na Letnich Igrzyskach Olimpijskich 1972 reprezentowało ośmiu zawodników. Był to 2. start reprezentacji Nikaragui na letnich igrzyskach olimpijskich.

## Skład kadry

### Boks
Mężczyźni
- Salvador Miranda – waga musza – 17. miejsce
- René Silva – waga kogucia – 17. miejsce

### Judo
Mężczyźni
- Erwin García – waga półśrednia – 18. miejsce

### Lekkoatletyka
Mężczyźni
- Francisco Menocal

400 metrów – odpadł w eliminacjach
800 metrów – odpadł w eliminacjach
- Rodolfo Gómez – maraton – nie ukończył
- José Esteban Valle – chód 20 km – 21. miejsce
- Don Vélez – rzut oszczepem – 21. miejsce

Kobiety
- Russel Carrero

100 metrów – odpadła w eliminacjach
200 metrów – odpadła w eliminacjach